# Liutold von Admont
Liutold von Admont († 1171) war von 1165 bis 1171 Abt des Klosters Admont. Er wirkte im Geist der Admonter Klosterreform.
Der nach Abt Gottfrieds I. Tod zum Abt gewählte Admonter Mönch Liutold war schon als Knabe (seine Eltern waren der Hollenburger Reginher von Touernich und Petrissa von Feistritz) nach Admont gekommen und hatte hier als Benediktineroblate seine Ausbildung erhalten. Zwischen seiner Wahl zum Abt am 1. Juli 1165 und der Benediktion durch den Salzburger Erzbischof Konrad II. am 17. April 1166 vergingen aufgrund der unruhigen politischen Verhältnisse viele Monate. Über sein Abbatiat wissen wir sehr wenig, offensichtlich wirkte er aber im Geiste seiner Vorgänger. In seine siebenjährige Amtszeit fallen zwei Abtspostulationen und durch Kaiser Friedrich Barbarossa die Unterstellung des Nonnenklosters Neuburg bei Ingolstadt unter die Admonter Klosterreform.
Für die Bedeutung Admonts als Reformkloster spricht, dass 1166 ein Konventuale Heinrich, ein Sohn des Grafen von Andechs, als Abt von Stift Millstatt berufen wurde.
Um 1180, kurz vor seinem Tod, trat auch Luitolds Vater Reginher in das Kloster Admont ein.